# Герои объединяются
«Герои объединяются» (англ. Heroes Join Forces) — второй ежегодный кроссовер между проектами Вселенной Стрелы. Представляет собой дилогию и включает серии «Легенды сегодняшнего дня» (1 часть, «Флэш») и «Легенды вчерашнего дня» (2 часть, «Стрела»). Премьера 1 части состоялась 1 декабря 2015 года, 2 части — 2 декабря 2015 года; обе серии были показаны на телеканале The CW. По сюжету команды Стрелы и Флэша объединяются, чтобы остановить бессмертного злодея Вандала Сэвиджа, который угрожает убить Картера Холла и Кендру Сандерс, людей с необычной способностью перерождаться из поколения в поколение. Одной из основных целей кроссовера стала подготовка зрителей к выпуску ещё одного сериала, события которого происходят в той же вселенной — «Легенды завтрашнего дня».

## Сюжет
Вандал Сэвидж приезжает в Централ-сити, чтобы найти и убить Кендру Сандерс. Чтобы защитить её, Барри отправляется с ней в Стар-сити и заручается помощью Оливера и его команды. Малкольм Мерлин раскрывает героям, что Вандал — бессмертный. После нескольких нападений Сэвиджа, Кендра похищена неизвестным с ястребиными крыльями — Человеком-ястребом — но Барри и Оливер освобождают её, выяснив, что неизвестный называет себя Картером Холлом и утверждает, что он и Кендра являются родственными душами, связанными в течение многих тысячелетий. Им обоим предназначено умирать и перерождаться вновь каждое поколение, а после находить друг друга снова. Картер также раскрывает, что Вандал неоднократно убивал их, каждый раз становясь сильнее. Злодей намерен приобрести посох Гора, могущественный египетствкий артефакт, чтобы справиться с объединёнными силами Флэша и Стрелы. Между тем Кендра решается пробудить свои силы и прыгает с небоскрёба — у неё отрастают крылья. В Централ-сити Кейтлин Сноу и Гарри Уэллс разрабатывают препарат, который поможет Барри стать быстрее — Velocity 6. В один из моментов когда Гарри отлучался, его заметила Пэтти Спивот, которая приняла его за Эобарда Тоуна, имевшего ту же внешность. В попытке арестовать его, она стреляет в него. Чтобы вытащить пулю, Джей Гаррик принимает Velocity 6 и вибрацией вводит руку в тело Гарри. Когда действие сыворотки заканчивается, Джей отговаривает Уэллса и Кейтлин давать её Барри.
Малкольм организует встречу между Сэвиджем, Оливером и Барри. Сэвидж требует привести Кендру и Картера, в противном случае он, при помощи посоха Гора, уничтожит Централ-сити и Стар-сити. Герои соглашаются, но на самом деле это уловка: они используют пару в качестве приманки, чтобы уничтожить посох. План провалился: Кендра и Картер убиты, а Сэвидж использует посох Гора, чтобы убить всех в городе. Убегая от взрыва Барри перемещается назад во времени, в тот момент, когда он только пришёл на встречу с Оливером и Сэвиджем. После встречи Барри рассказывает обо всём Куину и план слегка изменяют. В результате Флэшу удаётся забрать у Сэвиджа посох и при помощи Стрелы сжечь им тело Вандала. После всего этого Кендра и Картер решают уехать в другой город. Параллельно всем событиям Оливер узнаёт, что у него есть сын Уильям от его бывшей девушки, Саманты Клейтон, но вынужден это скрыть, так как, по словам Саманты, в противном случае он не сможет видеться с сыном. Малкольм собирает прах Сэвиджа в погребальную урну, сказав те же слова. которые сказал Вандал, когда в первый раз убил пару.

## Актёры и персонажи

### Основные и повторяющиеся
| Актёр              | Персонаж                       | Эпизод    | Эпизод    | Эпизод |
| Актёр              | Персонаж                       | «Флэш»    | «Стрела»  |        |
| ------------------ | ------------------------------ | --------- | --------- | ------ |
| Грант Гастин       | Барри Аллен / Флэш             | Регулярно | Гость     |        |
| Кэндис Паттон      | Айрис Уэст                     | Регулярно |           |        |
| Даниэль Панабэйкер | Кейтлин Сноу                   | Регулярно | Гость     |        |
| Карлос Вальдес     | Циско Рамон                    | Регулярно | Гость     |        |
| Том Кавана         | Харрисон Уэллс                 | Регулярно |           |        |
| Джесси Л. Мартин   | Джо Уэст                       | Регулярно |           |        |
| Стивен Амелл       | Оливер Куин / Зелёная стрела   | Гость     | Регулярно |        |
| Кэти Кэссиди       | Лорел Лэнс / Чёрная канарейка  |           | Регулярно |        |
| Дэвид Рэмси        | Джон Диггл / Спартанец         | Гость     | Регулярно |        |
| Уилла Холланд      | Тея Куин / Спиди               | Гость     | Регулярно |        |
| Эмили Бетт Рикардс | Фелисити Смоук / Наблюдатель   | Гость     | Регулярно |        |
| Джон Барроумэн     | Малкольм Мерлин / Ра’с аль Гул | Гость     | Регулярно |        |
| Пол Блэкторн       | Квентин Лэнс                   |           | Регулярно |        |
| Сиара Рене         | Кендра Сандерс/Орлица          | Гость     | Гость     |        |
| Фальк Хенчель      | Картер Холл/ Человек-ястреб    | Гость     | Гость     |        |
| Каспер Крамп       | Вандал Сэвидж                  | Гость     | Гость     |        |
| Анна Хопкинс       | Саманта Клейтон                | Гость     | Гость     |        |

1. ↑  Указаны в титрах, хотя в эпизоде не появляются

### Приглашённые
| «Флэш» - Нил Макдонаф в роли Дэмиана Дарка - Тедди Сирс в роли Джея Гаррика - Шантель Вансантен в роли Петти Спивот | «Стрела» - Питер Фрэнсис Джеймс в роли доктора Альдуса Бордмана |

## Производство

### Идеи
Первые признаки предстоящих кроссоверов начали наблюдаться после того, как в течение телевизионного сезона 2013—2014 были представлены Барри Аллен, Циско Рамон и Кейтлин Сноу, которые потом стали основными персонажами «Флэша». Через год вышла первая официальная серия кроссоверов, получившая название «Флэш против Стрелы». В январе 2015 года президент The CW Марк Педовиц высказал намерение делать официальные кроссоверы между проектами Вселенной Стрелы каждый год.
В июле 2015 года Эндрю Крайсберг, исполнительный продюсер обоих сериалов, подтвердил, что восьмые эпизоды второго сезона «Флэша» и четвёртого сезона «Стрелы» станут новой дилогией кроссоверов. По его словам: «Нет „Флэша“ без „Стрелы“. Это всё равно как „Мстители“ и всё прочее без Роберта Дауни-младшего и „Железного человека“. Отсюда всё, что мы делаем… Я имею в виду даже „Супергёрл“ даже при том, что это никак не связано, но всё пошло от успеха, который мы имели благодаря Стивену и „Стреле“. И мы конечно, продолжим всё „Легендами“ — в сущности кроссоверами каждую неделю. Это было видно по тому, как он зарождался. Было очень интересно наблюдать за тем, как все собираются вместе. И мы по-настоящему запланировали кроссоверы в виде восьмых эпизодов, которые выйдут в декабре. Серию кроссоверов, первая часть которая выйдет в рамках „Флэша“, а вторая — „Стрелы“. Это разновидность большой серии кроссоверов». В августе 2015 года Крайсберг раскрыл, что дилогия поможет подготовить зрителя к выходу нового спин-оффа «Стрелы», телесериала «Легенды завтрашнего дня». По его мнению «что самое прекрасное, и „Стрела“. и „Флэш“ ведут к этому как большими дорогами, так и малыми тропами… [Кроссовер] станет [разновидностью] пилотного эпизода для „Легенд“».
Крайсберг назвал дилогию «дискотекой супергероев!», так как «сносит крышу, когда видишь их вместе». Согласно Марку Гуггенхайму, исполнительному продюсеру «Стрелы» в отличие от прошлоготней серии кроссоверов, которая больше напоминала два автономных эпизода, «[в этом году] у нас безумный кроссовер с полноценным „продолжение следует“… что действительно делает его похожим на 2-часовой фильм, [транслируемый] два вечера». Крайсберг и Гуггенхайм заверили поклонников, что кроссовер не сосредоточится исключительно на продвижении нового спин-оффа и у Барри с Оливером будет своё приключение: «[Эпизоды] дают важный материал, необходимый для продвижения основных сюжетов „Флэша“ и „Стрелы“». Гуггенхайм также добавил: «От финальных моментов „Флэша“ довольно сильно отвисает челюсть и мы переносим то же в „Стрелу“. Кое-что раскрываем о персонажах… это довольно эпично и величественно».

### Сценарий
В июле 2015 года Грег Берланти, создатель и исполнительный продюсер обоих сериалов, сказал следующее: «За прошедшую неделю мы просто взорвали всё своим кроссовером и тем, чем он окажется, так что мы очень взволнованы. У нас есть большая история с линейным сюжетом, которую мы покажем в конце осени, начале зимы. В этом году перед нами стоит чёткая цель: сделать кроссоверы более многообещающими и полезными для аудитории, чем в прошлом году». Сценарии для обеих частей серии кроссоверов были завершены в сентябре 2015 года. Берланти стал автором рассказа, также Крайсберг и Гуггенхайм являются соавторами в случае «Флэша» и «Стрелы» соответственно. Телесценарием эпизода «Флэша» занимались Аарон и Тодд Хелбинги, «Стрелы» — Брайан Форд Салливан и Гуггенхайм.

### Съёмки
Съёмки обоих эпизодов длились с 25 сентября по 15 октября 2015 года. Режиссёром первой части стал Ральф Хемекер, второй — Тор Фройдентал.

## Отзывы

### Рейтинги
| Сериал   | Название эпизода           | Премьера            | Рейтинг (18-49) | Зрителей (миллионов) | DVR (18-49) | Зрителей DVR (миллионов) | Всего (18-49) | Всего зрителей (миллионов) |
| -------- | -------------------------- | ------------------- | --------------- | -------------------- | ----------- | ------------------------ | ------------- | -------------------------- |
| «Флэш»   | «Легенды сегодняшнего дня» | 1 декабря 2015 года | 1.4/5           | 3.94                 | 0.9         | 2.12                     | 2.3           | 6.07                       |
| «Стрела» | «Легенды вчерашнего дня»   | 2 декабря 2015 года | 1.4/4           | 3.66                 | 0.7         | 1.61                     | 2.1           | 5.27                       |

Первая часть кроссовера стала вторым по популярности эпизодом за всю историю существования «Флэша» и лучшим с 17 февраля 2015 года. «Легенды сегодняшнего дня» показали увеличение количества зрителей на 12 % по сравнению с предыдущим эпизодом сезона, «Война Гродда». Рейтинга в возрастной группе от 18 до 49 лет остался прежним по сравнению с «Войной Гродда», однако, если сравнивать с «Флэшем против Стрелы» данный показатель снизился на 12 %. Вторая часть кроссовера стала четвёртым по популярности и рейтингу 18-49 эпизодом «Стрелы» и лучшим со дня выхода «Отважного и смелого». По сравнению с предыдущим эпизодом сезона, «Братство», эпизод показал увеличение количества зрителей и рейтинга от 18 до 49 на 36 % и 27 % соответственно
.

### Критика
Аласдер Уилкинс, пишущий для The A.V. Club, признался: «В этом году кроссовер „Флэша“ и „Стрелы“ подобен 90-минутному фильму, в котором на середине повествования роль рассказчика переходит от Барри к Оливеру посредством того, что две половины являются частями двух разных шоу… Учитывая величественность, почти кинематографичность „Легенд сегодняшнего дня“ и „Легенд вчерашнего дня“, претендующих на нечто большее, чем два обычных эпизода сериалов, трудно спорить насчёт их достоинств. Конечно, недостатки можно заметить и там, и сям, особенно когда пытаются вновь напомнить нам о вещах, о которых мы забыли давным-давно — о существовании сына Оливера, например — или когда вновь и вновь готовят нас к выходу нового спин-оффа. Несмотря на эти вполне реальные недочёты, общие впечатления от всей дилогии воистину великолепные. Это пример того, когда целое нечто большее, чем сумма его частей».
По мнению Элис Уокер из ScreenRant ежегодный кроссовер «Стрелы» / «Флэша» пострадал от попытки продвижения «Легенд завтрашнего дня», в которой «оказалось слишком много сюжетных линий и всё закончилось тем, что ты чувствуешь себя участником соревнований в синхронности с продюсерами, которые откусывают больше, чем могут проглотить. Кроссовер больше не ставил перед собой цель объединить два шоу, теперь он создавал нечто большее, совершенно новый мир».

#### «Флэш»
| Рейтинги первой части | Рейтинги первой части |
| Издание               | Оценка |
| --------------------- | --- |
| IGN                   | 7,5 из 10 звёзд · 7,5 из 10 звёзд · 7,5 из 10 звёзд · 7,5 из 10 звёзд · 7,5 из 10 звёзд · 7,5 из 10 звёзд · 7,5 из 10 звёзд · 7,5 из 10 звёзд · 7,5 из 10 звёзд · 7,5 из 10 звёзд |
| The A.V. Club         | A |
| Collider.com          | 3 из 5 звёзд · 3 из 5 звёзд · 3 из 5 звёзд · 3 из 5 звёзд · 3 из 5 звёзд |
| Paste                 | 7,5 из 10 звёзд · 7,5 из 10 звёзд · 7,5 из 10 звёзд · 7,5 из 10 звёзд · 7,5 из 10 звёзд · 7,5 из 10 звёзд · 7,5 из 10 звёзд · 7,5 из 10 звёзд · 7,5 из 10 звёзд · 7,5 из 10 звёзд |
| Den of Geek           | 3,5 из 5 звёзд · 3,5 из 5 звёзд · 3,5 из 5 звёзд · 3,5 из 5 звёзд · 3,5 из 5 звёзд                                                                                                |

В своей рецензии для IGN дал эпизоду оценку 7,5 из 10. По его мнению «сюжет эпизода значительно пострадал от немного неуверенного шага повествования и развития основных линий. Я надеялся, что подход „одна общая история, а не два автономных эпизода“ будет означать большую связность событий, но это было не везде заметно. В этом году начало кроссовера „Флэша“ и „Стрелы“ было довольно скрипучим, первая часть заставила посомневаться, были ли ей вообще нужны персонажи „Стрелы“. Тем не менее, было очень увлекательно понаблюдать за обеими командами и их столкновениями с миром героев и злодеев, который всё чудесатее и чудесатее. Будем надеяться, что завтрашний эпизод поставит более жирные точки над „и“». Скотт Вон Довиак, критик из The A.V. Club, поставил первой части дилогии оценку A, отметив, что «„Легенды сегодняшнего дня“ является образцовым примером того, как нужно делать кроссоверы: он напоминает старый увесистый 80-страничный ежегодник Justice League Of America (или первую половину оного, учитывая. что завтра вечером выйдет ещё и эпизод „Стрелы“). Реальная действительность такова, что „Легенды сегодняшнего дня“ должны быть слегка „неполными“ из-за того, что предстоит премьера ещё одной части дилогии, но даже несмотря на это, эпизод не сработал настолько чисто, чтобы стать лучшим».
По мнению Дэйва Трамбора из Collider.com эпизод заслуживает 3 звёзд из 5: «„Легенды сегодняшнего дня“ не только проделывают огромную работу, представив большинство персонажей „Легенд завтрашнего дня“, но и являются хорошей основой для нового эпизода „Стрелы“, „Легенд вчерашнего дня“. Что качается „Флэша“ много чего произошло во имя подготовки „Легенд завтрашнего дня“ и этот аспект шоу был одним большим приключением. Однако сюжетной линии с Уэллсом (чуть не застреленным) и наркотиком скорости оказалось недостаточно. Это та же самая проблема, о которой я говорил по поводу прошлогоднего кроссовера „Стрелы“; предоставление экранного времени новомодному сериалу „Флэш“ привело к тому, что „Стрела“ потеряла свою индивидуальность. „Флэш“ кажется вполне справляется с разделением экранного времени между всеми героями и злодеями, но некоторым из них определённо трудно дышать». Джонатон Дорнбуш в своей рецензии для Entertainment Weekly положительно отозвался об эпизоде: «Хотя „Флэш“, продемонстрировав нам первую часть, располагает намёком на серьёзное сражение, ничто не отменяет того, что в „Легендах сегодняшнего дня“ есть свои привлекательные и даже смешные моменты. Эпизод не даёт забыть как того, что это „Флэш“, так и того, что это кроссовер (а также, что это подготовка к выходу „Легенд завтрашнего дня“)».
Эрик Кейн, пишущий для журнала Forbes, назвал эпизод «Флэша» «абсолютно исключительным», добавив, что «хотелось бы, чтобы каждый эпизод „Флэша“ и „Стрелы“ был настолько же хорош, как прошедшие „Легенды сегодняшнего дня“. Между двумя шоу получился феерическая дилогия кроссоверов и у нас уже есть часть первая». Кейн отметил «отличный сюжет с вкраплениями нескольких великолепно поставленных боевых сцен и большое количество отличных шуток и увлекательных моментов». Эрик Уолтерс, критик из Paste оценил эпизод на 7, 5 из 10 и отметил следующее: «Оба шоу потратили часть своих сезонов, чтобы заложить фундамент для „Легенд завтрашнего дня“, и это завершилось дилогией кроссоверов, первая часть которой вышла вчера вечером. В отличие от прошлого года, сейчас кроссовер не ощущается как эпизод „Флэша“ с командой Стрелы. Учитывая, что шоу имеет вполне заслуженный успех и является частью расширенной вселенной, мало кто сомневается, что официальная серия кроссоверов 2015 года станет чем-то крупным. Так то оно так, да не совсем так. „Легенды сегодняшнего дня“ — это не эпизод „Флэша“, это первая половина чего-то большего. Это просто замечательно, мне очень жаль, что само шоу не оставляет такое ощущение». Рецензент Den of Geek Майк Сеччини дал эпизоду 3,5 звезды из 5, признавшись, что «я был поражён тем, сколько всего произошло в „Легендах сегодняшнего дня“ без того, чтобы превратиться в настоящий хаос. Тот факт, что это полноценная история из 2 частей (в прошлом году были два автономных эпизода), существенно продвигает дело, так как это всё никогда не должно было умещаться в один качественно снятый эпизод». В завершение Сеччини добавил, что «среди всей этой кутерьмы с „Легендами завтрашнего дня“ и увлекательного объединения команд, эпизод умудряется двигать вперёд основную сюжетную линию второго сезона „Флэша“ самыми различными способами».

#### «Стрела»
| Рейтинги второй части | Рейтинги второй части |
| Издание               | Оценка |
| --------------------- | --- |
| IGN                   | 8,7 из 10 звёзд · 8,7 из 10 звёзд · 8,7 из 10 звёзд · 8,7 из 10 звёзд · 8,7 из 10 звёзд · 8,7 из 10 звёзд · 8,7 из 10 звёзд · 8,7 из 10 звёзд · 8,7 из 10 звёзд · 8,7 из 10 звёзд |
| The A.V. Club         | B+ |
| Collider.com          | 4 из 5 звёзд · 4 из 5 звёзд · 4 из 5 звёзд · 4 из 5 звёзд · 4 из 5 звёзд |
| Paste                 | 8,8 из 10 звёзд · 8,8 из 10 звёзд · 8,8 из 10 звёзд · 8,8 из 10 звёзд · 8,8 из 10 звёзд · 8,8 из 10 звёзд · 8,8 из 10 звёзд · 8,8 из 10 звёзд · 8,8 из 10 звёзд · 8,8 из 10 звёзд |
| Den of Geek           | 3,5 из 5 звёзд · 3,5 из 5 звёзд · 3,5 из 5 звёзд · 3,5 из 5 звёзд · 3,5 из 5 звёзд                                                                                                |

Шедин поставил эпизоду «Стрелы» 8,7 из 10, по его мнению «выгода того, что „Стрела“ выходит позже в том, что она, кажется, лучше себя показывает в плане кроссоверов. Как и прошлогодний мэшап команд Стрелы и Флэша, так и первая часть кроссовера в этом году обременены закладыванием фундамента, в то время как „Стрела“ отплачивает им с пользой потраченным временем. Большая часть ошибок с построением и развитием сюжета, которые имелись в „Легендах сегодняшнего дня“ было исправлено, что позволило „Легендам вчерашнего дня“ полностью сосредоточиться на союзе между Стрелой, Флэшем, Человеком-ястребом и Орлицей. В этом году вторая половина кроссовера „Флэша“ и „Стрелы“ изменила к лучшему первую. Этот эпизод лучше продуман и более последователен. Флэшбэки и путешествия во времени на фоне конфликта с Вандалом Сэвиджем придали ему глубину и драматическую смысловую нагрузку. К тому же второстепенная сюжетная линия с участием Олли позволила Стивену Амеллу показать некоторые неизвестные стороны и слабости своего персонажа». Аласдер Уилкинс из The A.V. Club оценил эпизод на B+, отметив, что «„Легенды вчерашнего дня“ рассматривают проблему того, как Оливер разрывается между необходимостью защищать своих близких и осознанием того, что именно близкие помогают ему победить. Как демонстрирует путешествие во времени, у Оливера часто могут быть благие намерения, но слишком часто это означает, что он должен поступиться мнением и правами других. В самом деле, довольно конкретная разновидность мазохизма. Так или иначе, действия, которые Оливер предпринимает, чтобы предотвратить беду после возвращения Барри назад во времени, производят приятное впечатление своей продуманностью — для тех кому это нужно, разница между двумя подходами наглядно демонстрирует, насколько динамичнее стало шоу по сравнению с прошлым сезоном».
По мнению Трамбора эпизод «не только показывает нам Человека-ястреба и Орлицу, сражающихся с их давнишним заклятым врагом, Вандалом Сэвиджем, но и даёт сильную точку опоры для грядущей замены в середине сезона в лице „Легенд завтрашнего дня“». Критик оценил его на 4 звезды из 5 возможных, также добавив, что «хотя данная серия кроссовером и меет склонность немного мутить воду, когда дело доходит до отдельных преимуществ каждого шоу, в ней проделана фантастическая работа по демонстрацию более широкого взгляда на мир, в котором живут эти герои и злодеи. Несмотря на то, что многие самые сильные моменты сегодняшнего эпизода лучше подошли бы для „Флэша“, „Легенды вчерашнего дня“ стали вполне успешным объединением недавно открытой мистики „Стрелы“ и научности „Флэша“. По-моему была проделана отличная работа по объединению обоих шоу и продвижению нового проекта, нопо сравнению с первой частью кроссовера, практически не было предпринято никаких шагов в отношении основной сюжетной линии „Стрелы“. Оставим отцовство Оливера в стороне и у нас останется лишь Дэмиан Дарк, который, несмотря на то, что он ещё в Стар-сити, удостоился лишь небольшой сцены во „Флэше“». Дорнбуш отметил, что «подобно „Легендам сегодняшнего дня“ эпизод „Стрелы“ не совсем сосредоточен на Оливере Куине. Наиболее значительный факт с его участием можно найти в конце первой половины, когда он осознаёт, что может оказаться чьим-то отцом». Также критик особо отметил актёрскую игру Карлоса Вальдеса: «Пока Оливер, естественно, в центре внимания — и это. возможно, лучшее выступление Стивена Амелла на данный момент — секретным оружием эпизода всё же является Циско Карлоса Вальдеса, который украл партию „Флэша“ в этом кроссовере».

### Признание
Collider.com поместил вторую ежегодную серию кроссоверов в свой список «10 величайших супергероических моментов 2015 года», отметив следующее: «Двухчастная серия кроссоверов, имея большой успех, подтверждает тот факт, что созданная вселенная интересна зрителям и разжигает в них желание увидеть то, как она будет постепенно расти» . Веб-сайт Zap2it назвал обе части кроссовера самыми лучшими эпизодами 2015 года.

## Последующие кроссоверы
В ноябре 2016 года состоялась премьера масштабной серии кроссоверов под названием «Вторжение!», объединившей как три существующих проекта («Флэш», «Стрела» и «Легенды завтрашнего дня»), так и один сторонний — «Супергёрл» — начавший транслироваться на The CW начиная со второго сезона.

### Комментарии
1. ↑  Указаны в титрах, хотя в эпизоде не появляются